# البطر السادة (لودر)

تعديل مصدري - تعديل

البطر السادة هي إحدى قرى عزلة زارة بمديرية لودر التابعة لمحافظة أبين، بلغ تعداد سكانها 108 نسمة حسب تعداد اليمن لعام 2004.